# Malewizi
Malewizi (gr. Δήμος Μαλεβιζίου, Dimos Malewiziu) – gmina w Grecji, na Krecie, w administracji zdecentralizowanej Kreta, w regionie Kreta, w jednostce regionalnej Heraklion. Siedzibą gminy jest Gazi. W 2011 roku liczyła 24 864 mieszkańców. Powstała 1 stycznia 2011 roku w wyniku połączenia dotychczasowych gmin: Gazi, Krusonas i Tilisos.